# 光明站 (江原道)
光明站（朝鲜语：／ Kwangmyŏng yŏk */?）是位于朝鮮民主主義人民共和國江原道高山郡的一個鐵路車站，属于江原线。此站原名为「释王寺站」（석왕사역）。

## 车站周边
- 释王寺

## 邻近车站
南山站 - 光明站 - 龙池院站